# 阿什蘭 (密蘇里州)
阿什蘭（英語：Ashland）是位於美國密蘇里州布恩縣的城市。

## 人口
根據2020年美國人口普查的數據，阿什蘭的面積為16.02平方千米，當中陸地面積為16.00平方千米，而水域面積為0.02平方千米。當地共有人口4747人，而人口密度為每平方千米296人。